# Kordyliera Środkowa (Portoryko)
Kordyliera Środkowa (hiszp. La Cordillera Central) – główne pasmo górskie w Portoryko, które przecina wyspę z zachodu na wschód. 
Średnia wysokość Kordyliery wynosi w przybliżeniu 915 m n.p.m.

## Najwyższe szczyty
- Cerro de Punta (1338 m n.p.m.)
- Monte Jayuya (1315 m n.p.m.)
- Cerro Rosa (1267 m n.p.m.)
- Guilarte (1205 m n.p.m.)
- Cerro Maravilla (1182 m n.p.m.)
- Toro Negro (1074 m n.p.m.)
- El Yunque (1065 m n.p.m.)
- Pico Del Oeste (1056 m n.p.m.)
- El Cacique (1020 m n.p.m.)
- Tres Picachos (1204 m n.p.m.)
- Mount Briton (937 m n.p.m.)
- La Mina (931 m n.p.m.)